# Foramen stylomastoideum

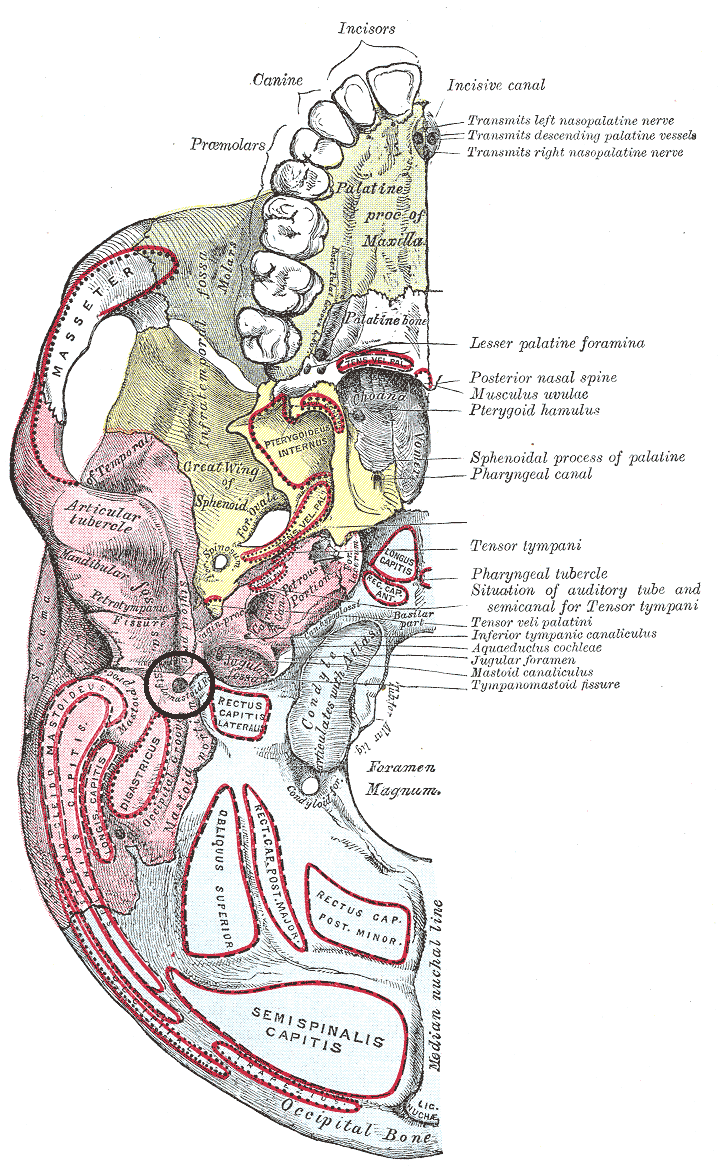
A koponya alulról (a fekete kör mutatja a lyukat)

A foramen stylomastoideum egy lyuk a koponyán, amely a processus styloideus ossis temporalis és a pars mastoidea ossis temporalis között található. Itt végződik a canalis nervi facialis, továbbá itt fut keresztül a nervus facialis és az arteria stylomastoidea.